# Il pregiudizio sociale
Il pregiudizio sociale è un libro di Tullio Tentori, il quale è stato il primo a trattare questa tematica in Italia con gli strumenti che le scienze sociali permettevano di usare.
La prima parte del libro descrive l'impegno dell'UNESCO per sensibilizzare l'opinione pubblica sui rischi dei pregiudizio ed elenca alcuni passi della Costituzione italiana. Per comprendere meglio le origini del pregiudizio, l'autore utilizza teorie a impostazione storica, a impostazione socio-culturale, a orientamento psicodinamico. Viene focalizzata l'attenzione sulle situazioni nelle quali si può maggiormente sviluppare il pregiudizio e sulle sue conseguenze.
Il trattato si occupa dei pregiudizi etnici e nazionali, ripercorrendo gli scenari storici europei ed americani del XVIII e del XIX secolo, soffermandosi sui pregiudizi etnici presenti nei popoli primitivi, prima di analizzare le tendenze italiane, nel settentrione e nel meridione.
Un capitolo a parte merita il pregiudizio razziale, esaltato dal mito della razza pura; l'autore compie un excursus sulla ricorrente persecuzione degli ebrei che ha toccato in Europa livelli drammatici ben prima di quella nazista.
Nell'affrontare il pregiudizio tra i sessi, Tentori, analizza lo stato sociale della donna, attuale e passato, inoltre focalizza l'attenzione sugli attriti generazionali indotti dall'indebolimento dei legami tradizionali presenti nella antica struttura familiare rurale-contadina.
Il libro si conclude con la Dichiarazione universale dei diritti dell'uomo e la Dichiarazione sulla razza redatta dall'Unesco, negli anni del secondo dopoguerra.

## Edizioni
- Tullio Tentori, Il pregiudizio sociale, Universale Studium, 1962,  pp.155 , cap.7.